# Пролетарская (станция метро, Москва)
«Пролета́рская» — станция Таганско-Краснопресненской линии Московского метрополитена. Расположена между станциями «Таганская» и «Волгоградский проспект» на территории Таганского района (ЦАО).

## История
Открыта 31 декабря 1966 года в составе участка «Таганская» — «Ждановская», после ввода в эксплуатацию которого в Московском метрополитене стало 82 станции. Названа по одноимённому району Москвы, ныне упразднённому. Запланированная к началу строительства в 1963 году станция с рабочим названием «Крестьянская Застава» была исключена из проекта Таганского радиуса в начале 1961 года. Позже, в 1965 году, при корректировке трассировки западной части Ждановской линии как объекта мелкого заложения, станция вернулась в проект. 
В 1991 году предлагалось переименовать станцию в «Крутицкое подворье».

## Вестибюли и пересадки
До 10 сентября 2016 года «Пролетарская» была единственной в Москве станцией с тремя подземными вестибюлями (с момента открытия движения по Московскому центральному кольцу таковой стала ещё станция «Ленинский проспект»). Один из вестибюлей, выход к которому расположен в центре зала, является совмещённым со станцией Люблинско-Дмитровской линии «Крестьянская Застава», через него осуществляется пересадка. Этот переход появился 23 июля 1997 года — позже, чем открылась станция «Крестьянская Застава» (28 декабря 1995 года). Два других вестибюля, выходы к которым находятся в торцах станции, ведут в подземные переходы под площадью Крестьянская Застава и под 3-м Крутицким переулком. Ко всем вестибюлям ведут лестницы, эскалаторов на станции нет.

## Станция в цифрах
Глубина заложения станции — 9 метров. На «Пролетарской» два ряда колонн по 40 штук в каждом, шаг колонн составляет 4 метра. Пассажиропоток по вестибюлям составлял 61 860 человек в сутки (2002 год), а пересадочный пассажиропоток на Люблинскую линию — 120 300 человек в сутки (1999 год).
- Таблица времени прохождения первого поезда через станцию[2]:

| По чётным числам                           | Будние дни | Выходные дни |
| По нечётным числам                         | Будние дни | Выходные дни |
| В сторону станции «Волгоградский проспект» | 05:55:00   | 05:55:00     |
| В сторону станции «Волгоградский проспект» | 05:54:00   | 05:53:00     |
| В сторону станции «Таганская»              | 05:48:00   | 05:48:00     |
| В сторону станции «Таганская»              | 05:48:00   | 05:48:00     |

## Техническая характеристика
Конструкция станции — колонная трёхпролётная мелкого заложения. Станция сооружена по типовому проекту (так называемая «сороконожка») из сборных конструкций.

## Оформление
Колонны станции облицованы белым мрамором; их верхние части окаймлены полосой жёлтого цвета и расширяются, имитируя капители. Пол станции выложен серым гранитом и лабрадоритом. Отделка путевых стен — белые и жёлтые алюминиевые панели вверху и чёрный гранит внизу, стены украшены жёлтыми вставками с алюминиевыми изображениями серпа и молота, название станции также размещено на вставках жёлтого цвета. До марта 2012 года путевые стены были отделаны глазурованной керамической плиткой. Смена покрытия путевых стен на алюминиевые композитные панели была завершена к середине июня того же года. Светильники скрыты в ребристом потолке станции.

## Наземный общественный транспорт
На этой станции можно пересесть на следующие маршруты городского пассажирского транспорта:
- Автобусы: е80, 766, с835, 984, т27, н5
- Трамваи: А, 12, 38, 43

## Галерея
| - Зал станции - Вид с лестницы - Посадочная платформа - Название на путевой стене |